# Leucauge lugens
Leucauge lugens är en spindelart som först beskrevs av O. Pickard-Cambridge 1896.  Leucauge lugens ingår i släktet Leucauge och familjen käkspindlar. Inga underarter finns listade i Catalogue of Life.